# Edward Cabrera
Edward Brany Cabrera (Santiago, República Dominicana, 13 de abril de 1998), más conocido como Edward Cabrera, es un jugador profesional dominicano de béisbol que se desempeña en la posición de lanzador en Miami Marlins, equipo de las Grandes Ligas de Béisbol (MLB).

## Carrera
En 2021, Cabrera hizo su debut en la MLB con el equipo Miami Marlins, donde lleva jugando cuatro temporadas.